# Лом (Мост)
Лом (чеш. Lom) град је у Чешкој Републици. Град се налази у управној јединици Устечки крај, у оквиру којег припада округу Мост.

## Становништво
Према подацима о броју становника из 2014. године град је имао 3.760 становника.